# Fisknät

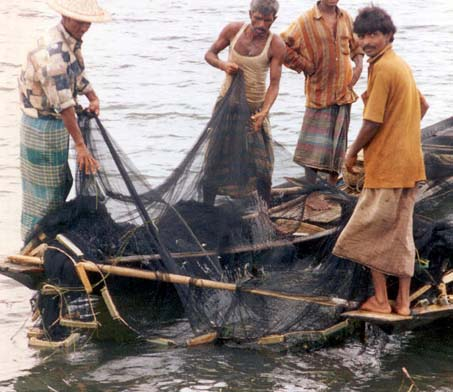
Fiskare med fisknät i Bangladesh

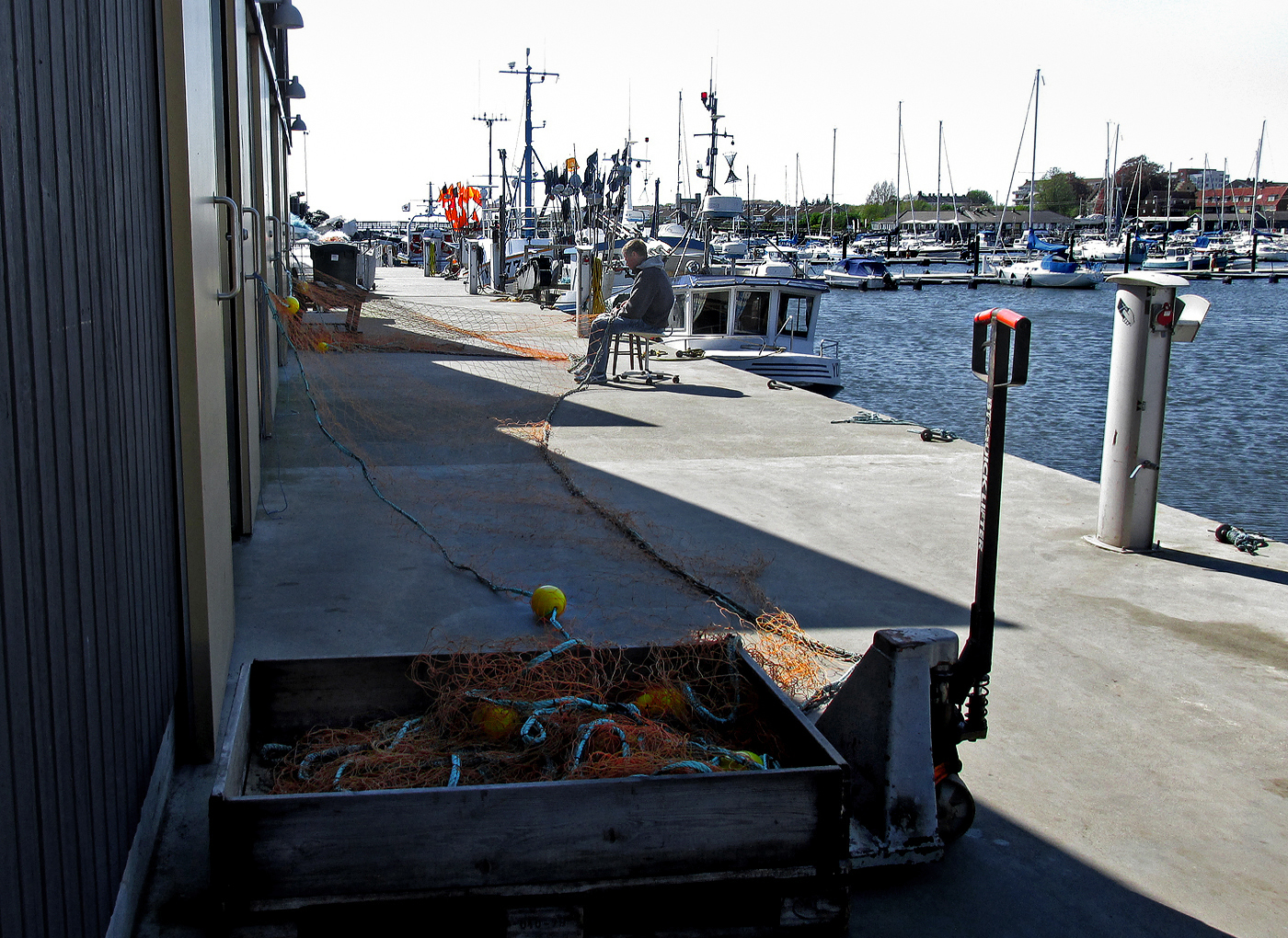
En fiskare lagar ett av sina nät. Ystads Småbåtshamn 12 maj 2016.

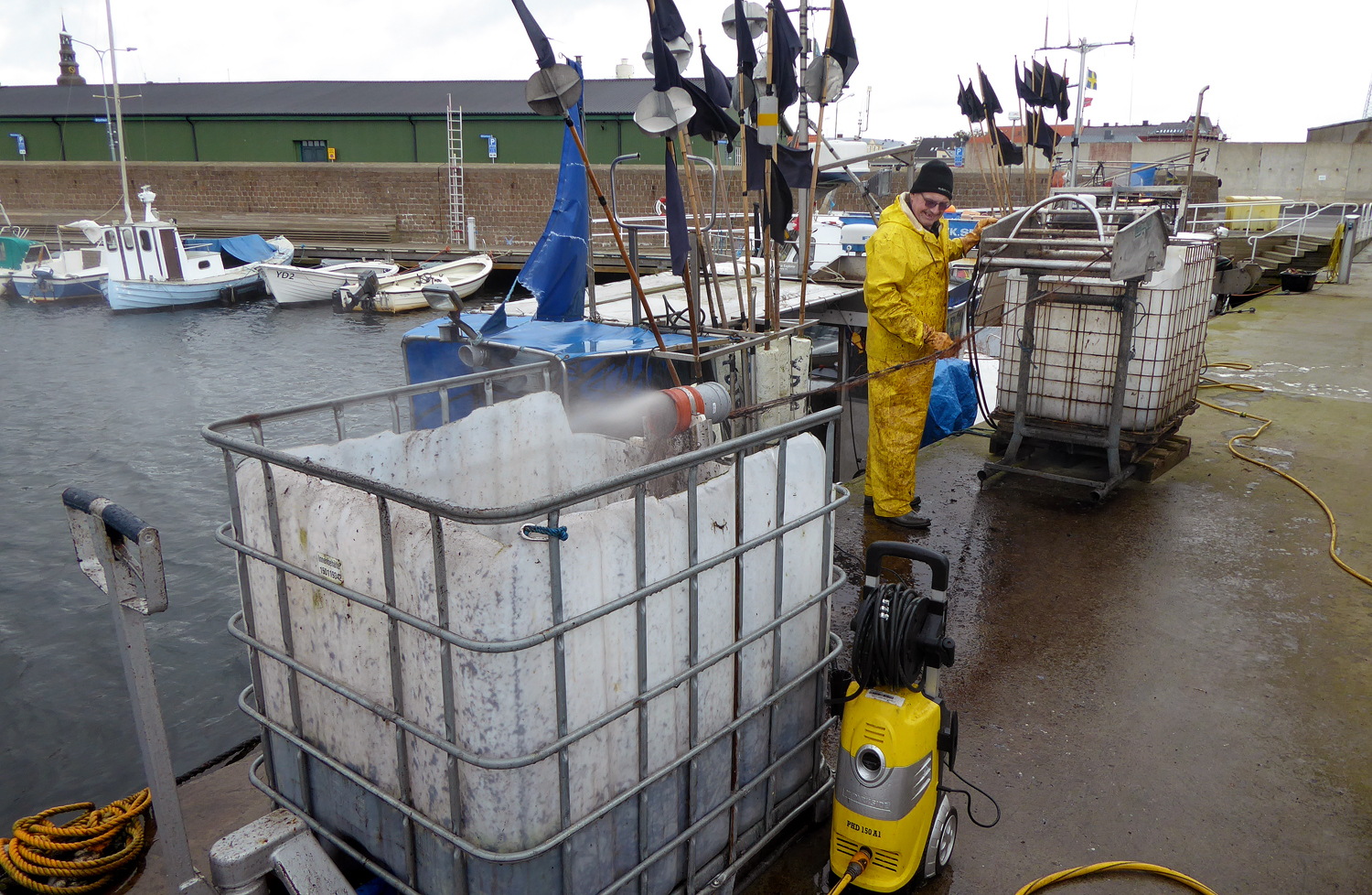
En fiskare rengör sitt nät med högtryckstvätt i Ystads småbåtshamn 7 okt 2017.

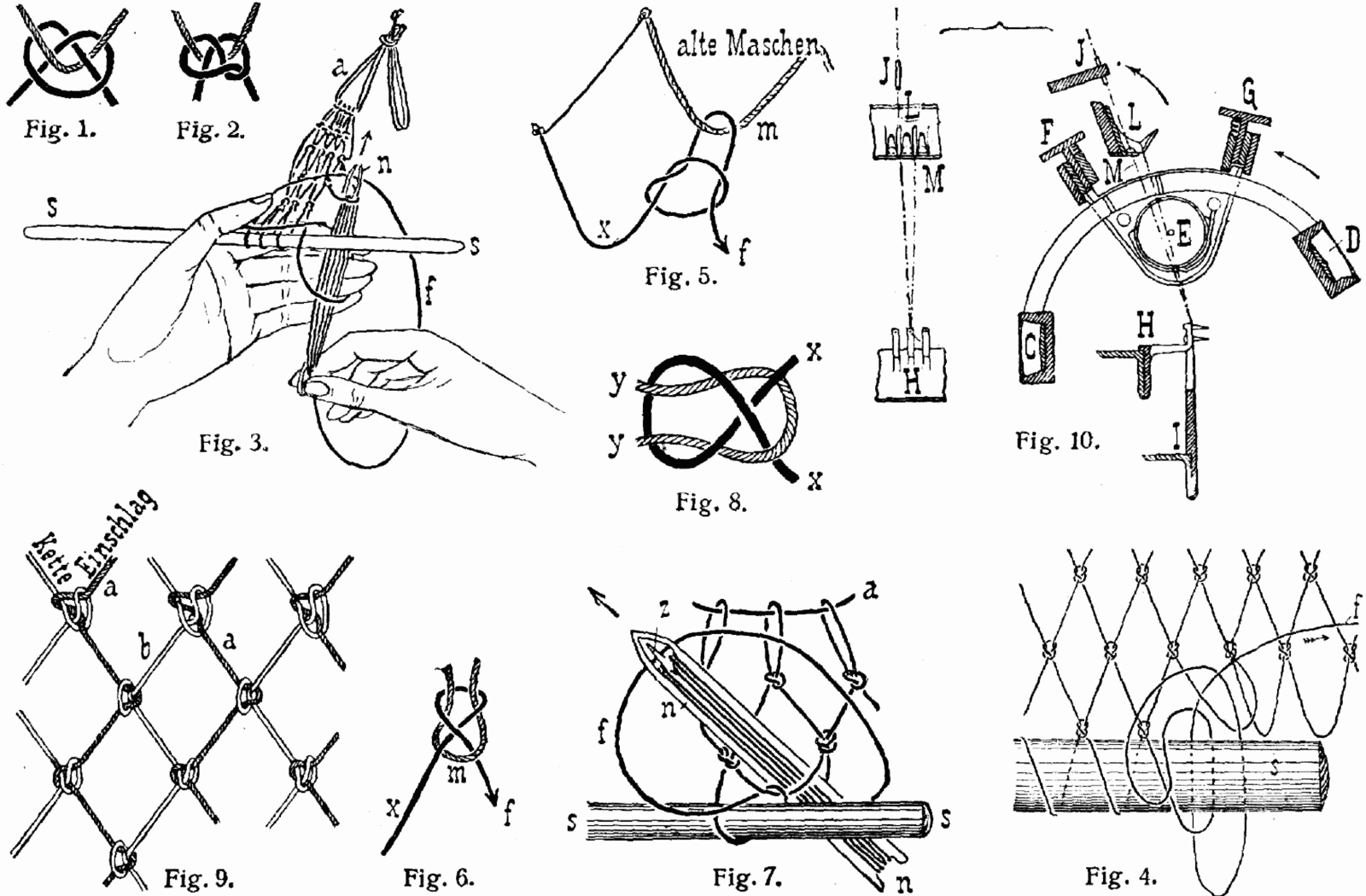
historisk tillverkning av nät

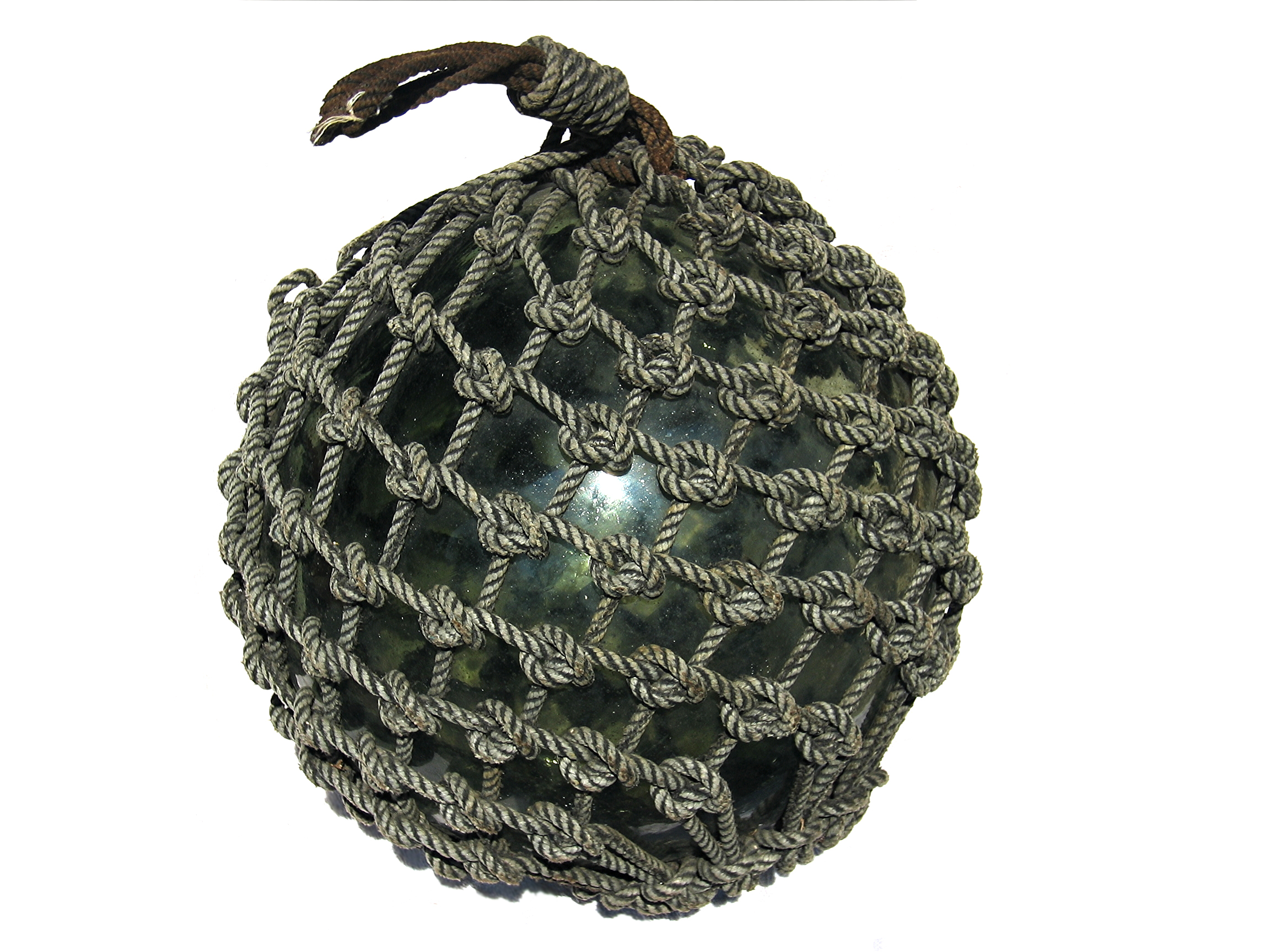
Glasflöte - en fiskekula av äldre modell.

Ett fisknät eller garn, lokalt, speciellt för nät använda för sill/strömmingsfiske, sköt(e) (vid Östersjön) eller när(d)ing (i Sydvästsverige), är ett fiskeredskap. De flesta typerna av fisknät kan delas in i sättgarn (även kallade stågarn) och drivgarn beroende på huruvida de är förankrade eller får driva fritt (men det finns också andra typer, som kastnät). Drivgarnens överteln ligger vid vattenytan medan sättgarns underteln ofta ligger på botten (bottensatt garn). Om flötenas lyftkraft på ett sättgarn är större än själva nätets vikt (med sänken) kommer nätet att stå på en höjd över bottnen som bestäms av förankringslinornas längd (eller av vattenytan) och kallas då förankrat flytnät (eller flytgarn).
Nationella (som i Sverige Fiskeriverkets föreskrifter FIFS 1994:14 om märkning och utmärkning av fiskeredskap.) och internationella (som EU:s förordning 404/2011) regelverk reglerar hur näten skall märkas, med bojar, vakare, flaggor och ljus.
I Sverige var fisknät i äldre tid tillverkade av garn spunnet av lokalt producerade naturfibrer som hampa eller lin. De ersattes efterhand av importerad bomull. Nät av naturfibrer måste impregneras med olika metoder och dessutom torkas mellan användningarna.
De moderna näten är av mer motståndskraftiga konstfibrer, till exempel nylon. De moderna garnen är till viss del ett miljöproblem, förlorade garn i havet kan fiska under lång tid då de inte bryts ned. Sådana nät kallas ibland spöknät.
Beroende på vilken sorts fiskstorlek man vill fånga, använder man nät med olika stora maskor som mäts i millimeter antingen diagonalt över maskan då denna är sträckt eller det gentemot detta mått hälften så långa avståndet mellan två knutar längs en maskstolpe (tidigare angavs antalet maskstolpar, så kallade "varv", per aln eller fot). Små fiskar simmar igenom de stora maskorna medan större fiskar kan fastna i de stora maskorna. Om alltför stora fiskar till exempel gäddor eller andra större levande vattendjur fastnar i nätet, kan nätet trasas sönder. Även vattendjur eller sjöfåglar som dyker efter föda, kan fastna i nät och drunkna.